# Кормічі
Ко́рмічі (рос. Кормичи) — присілок у складі Орічівського району Кіровської області, Росія. Входить до складу Спас-Талицького сільського поселення.
Населення становить 1 особа (2010, 1 у 2002).
Національний склад станом на 2002 рік — росіяни 100 %.